# Cinéma bengali

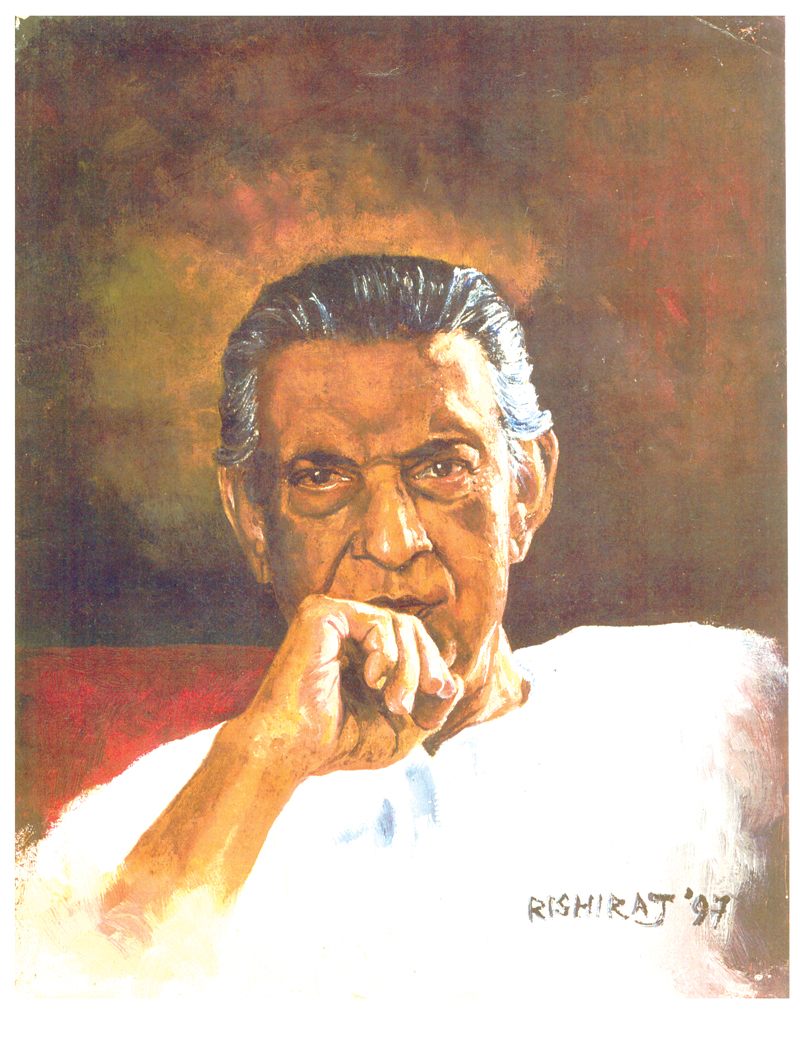
Satyajit Ray

Le cinéma bengali est un cinéma indien en bengali basé à Tollygunge, quartier de Calcutta. Il ne doit pas être confondu avec le cinéma bangladais, aussi en bengali, et le cinéma en télougou, dont le surnom est aussi Tollywood, mot-valise remontant à 1932 et fusionnant Tollygunge et Hollywood. Le cinéma bengali a produit des cinéastes de renommée internationale tels que Satyajit Ray, Mrinal Sen, Ritwik Ghatak et Tapan Sinha (en). C'est aussi en son sein qu'est né le cinéma parallèle, ou nouveau cinéma indien, un mouvement cinématographique du cinéma indien des années 1950, alternative au cinéma commercial indien grand public. Inspiré du néoréalisme italien , le cinéma parallèle commença juste avant la Nouvelle Vague française et la Nouvelle Vague japonaise, et fut un précurseur de la Nouvelle Vague indienne des années 1960.
Depuis que La Complainte du sentier (1955) de Satyajit Ray a reçu le prix du meilleur documentaire au Festival de Cannes 1956, les films bengalis ont fréquemment été présentés dans des festivals internationaux au cours des décennies suivantes, ce qui a permis aux cinéastes bengalis de toucher un public mondial. Le plus influent d'entre eux fut Satyajit Ray, dont les films ont connu le succès auprès du public européen, américain et asiatique. Son œuvre a ensuite eu un impact mondial et influença cinéastes tels que Martin Scorsese, James Ivory, Abbas Kiarostami, Elia Kazan, François Truffaut, Carlos Saura, Isao Takahata, Wes Anderson ou Danny Boyle.

## Étymologie

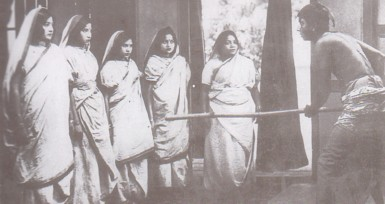
Dena Paona, 1931, l'un des premiers films parlants bengalis

Tollywood fut le tout premier nom inspiré d'Hollywood. Il remonte à un article publié en 1932 dans l'American Cinematographer par Wilford E. Deming, un ingénieur américain qui participa à la production du premier film parlant indien. Il donna à l'industrie le nom de Tollywood parce que le district de Tollygunge dans lequel elle était basée rimait avec Hollywood, et parce que Tollygunge était le centre du cinéma indien dans son ensemble à l'époque, tout comme Hollywood l'était pour les États-Unis. Dans ce même article de mars 1932, Deming avait aussi envisagé le nom "Hollygunge", mais il avait décidé d'opter pour "Tollywood" comme surnom pour la région de Tollygunge, car Tolly est un nom propre et Gunge signifie "localité" dans la langue bengali. C'est cette "juxtaposition fortuite de deux paires de syllabes rimant", Holly et Tolly, qui a conduit à la création du nom "Tollywood". Le nom "Tollywood" a ensuite été utilisé comme surnom pour l'industrie cinématographique bengalie par le populaire magazine pour jeunes Junior Statesman basé à Calcutta, établissant un précédent pour d'autres industries cinématographiques qui ont utilisé des noms à consonance similaire Tollywood a ensuite inspiré le nom "Bollywood" (lorsque l'industrie basée à Bombay a supplanté celle de Tollygunge), qui a à son tour inspiré de nombreux autres noms similaires.

## Histoire
L'histoire du cinéma au Bengale remonte aux années 1920, lorsque les premiers bioscopes ont été projetés dans les théâtres de Calcutta. En l'espace d'une décennie, les premières graines de l'industrie ont été semées par Hiralal Sen (en), considéré comme un pilier du cinéma de l'ère victorienne lorsqu'il créa la Royal Bioscope Company (en), alimentant des productions au Star Theatre, Kolkata (en) ou au Minerva Theatre, Kolkata (en). Ensuite, Dhirendra Nath Ganguly (connu sous le nom de D.G.) créa en 1918 l'Indo British Film Co (en), la première société de production appartenant à des Bengalis. Cependant, le premier long métrage bengali, Billwamangal (en), a été produit en 1919, sous la bannière du Madan Theatre. Bilat Ferat a été la première production de l'Indo British Film Co en 1921, et Nitish Chandra Laharry en faisait partie. La production de Jamai Shashthi (en) d'Amar Choudhury (en) par le Madan Theatre fut le premier film parlant bengali. Une longue histoire s'est ensuivie, avec des piliers tels que Satyajit Ray, Mrinal Sen et Ritwik Ghatak et d'autres qui ont été acclamés internationalement et qui ont gagné leur place dans l'histoire du cinéma.